# Кульчум
Кульчум — село в Матвеевском районе Оренбургской области, административный центр и единственный населённый пункт сельского поселения Кульчумский сельсовет.

## География
Находится на расстоянии примерно 32 километра на юго-восток от районного центра села Матвеевка.

## История
В 1926 году село уже существовало.

## Население
Население составляло 372 человека в 2002 году (русские 77 %), 317 по переписи 2010 года.